# Енн Ворнер (веслувальниця)
Енн Ворнер (англ. Anne Warner; нар. 24 серпня 1954) — американська академічна веслувальниця.
Бронзова призерка Олімпійських Ігор 1976 року в складі вісімки.
Срібна призерка Чемпіонату світу 1975 року в складі вісімки.